# Gokutama ROCK CAFE
Gokutama ROCK CAFE (極魂ROCK CAFE) è il terzo album in studio del gruppo musicale visual kei AN CAFE, pubblicato nel 2008.

## Tracce
1. Ryūsei Rocket (流星ロケット) – 4:33
2. S*B*Y (S☆B☆Y) – 3:54
3. Cherry Saku Yūki!! (Cherry咲く勇気!!) – 3:58
4. NYAPPY in the world 3 – 4:45
5. Baby King (ベイビーキング) – 4:13
6. Daybreak (デイブレイク) – 4:08
7. Pierced (ピアス) – 5:13
8. Koritsu Hospital (孤立ホスピタル) – 4:28
9. Kakusei Heroism (覚醒ヒロイズム) – 4:18
10. Aijo Cycling (愛情サイクリング) – 4:47
11. Orange Dream (オレンジドリーム) – 5:41